# Выборы в Законодательное собрание Новосибирской области (2015)
Выборы в Законодательное собрание Новосибирской области состоялись в 2015 году в единый день голосования 13 сентября 2015 года. Были избраны 76 депутатов по смешанной системе — 38 депутатов были избраны по единому избирательному округу (пропорциональной системе) и 38 депутатов прошли в Законодательное собрание Новосибирской области по одномандатным округам (мажоритарной системе). От сбора подписей были освобождены партии Единая Россия, Справедливая Россия, КПРФ, Патриоты России, ЛДПР и Яблоко.

## Партии
Избирательная комиссия Новосибирской области зарегистрировала списки партий: Справедливая Россия, Единая Россия, ЛДПР, Гражданская платформа, КПРФ, Патриоты России и Яблоко. Отказано в регистрации списков партиям: РПР-ПАРНАС, Народный альянс, Родина, За женщин России, Демократическая партия России, Зелёные, Коммунисты России, Коммунистическая партия социальной справедливости. Центральная избирательная комиссия Российской Федерации перенесла рассмотрение жалобы партии ПАРНАС на отказ в регистрации партийного списка с 4 на 7 августа 2015 года. 7 августа 2015 года Центральная избирательная комиссия РФ отклонила жалобу партии ПАРНАС на решение Новосибирского областного избиркома в отказе в регистрации на выборах в региональное заксобрание.

## Результаты
| Место                      | Место                      | Партия                     | по единому округу | по единому округу | по единому округу | по одно- мандатным округам | всего         | всего  |
| Место                      | Место                      | Партия                     | Голоса            | %                 | Получено мест     | Получено мест              | Получено мест | %      |
| -------------------------- | -------------------------- | -------------------------- | ----------------- | ----------------- | ----------------- | -------------------------- | ------------- | ------ |
|                            | 1.                         | Единая Россия              | 291 737           | 44,56%            | 19                | 32                         | 51            | 67,11% |
|                            | 2.                         | КПРФ                       | 160 540           | 24,52%            | 11                | 5                          | 16            | 19,74% |
|                            | 3.                         | Справедливая Россия        | 69 582            | 10,63%            | 4                 | 0                          | 4             | 6,58%  |
|                            | 4.                         | ЛДПР                       | 67 638            | 10,33%            | 4                 | 0                          | 4             | 5,26%  |
|                            |                            |                            |                   |                   |                   |                            |               |        |
|                            | 5.                         | Яблоко                     | 15 846            | 2,42%             | 0                 | 0                          | 0             | 0%     |
|                            | 6.                         | Гражданская платформа      | 12 167            | 1,86%             | 0                 | 1                          | 1             | 1,32%  |
|                            | 7.                         | Патриоты России            | 6358              | 0,97%             | 0                 | 0                          | 0             | 0%     |
| Недействительные бюллетени | Недействительные бюллетени | Недействительные бюллетени | 30 766            |                   |                   |                            |               |        |
| Всего                      | Всего                      | Всего                      | 656 655           | 100 %             | 38                | 38                         | 76            | 100 %  |